# Forma canónica de Jordan

Ejemplo de matriz en forma normal de Jordan. Los bloques en gris se conocen como bloques de Jordan. Nótese que la en diferentes bloques puede ser igual.

En álgebra lineal, la forma canónica de Jordan es la forma de la matriz de un endomorfismo de un espacio vectorial en cierta base asociada a la descomposición en suma directa de subespacios invariantes bajo dicho endomorfismo. Dicha forma canónica consistirá en que la matriz estará formada por "bloques de Jordan" en la diagonal y bloques de ceros fuera de ella.

## Introducción
Sea {\displaystyle f} un endomorfismo sobre un {\displaystyle K}-espacio vectorial {\displaystyle V} de dimensión 
{\displaystyle n>1} {\displaystyle (f:V\rightarrow V)}. Si el polinomio característico de {\displaystyle f} se factoriza completamente sobre el cuerpo {\displaystyle K} (es decir, {\displaystyle K} es el cuerpo de descomposición del polinomio característico de la matriz), existe una base donde la aplicación lineal viene dada por una "matriz de m bloques" ({\displaystyle m\leq n}) con la siguiente forma.

{\displaystyle J={\begin{pmatrix}\mathbf {A} _{1}&0&\cdots &0\\0&\mathbf {A} _{2}&\cdots &0\\\vdots &\vdots &\ddots &\vdots \\0&0&\cdots &\mathbf {A} _{m}\end{pmatrix}}\in K_{n\times n}}

Donde cada submatriz {\displaystyle \mathbf {A} _{k}} es un bloque de Jordan.

{\displaystyle \mathbf {A} _{k}={\begin{pmatrix}\lambda _{k}&1&0&\cdots &0\\0&\lambda _{k}&1&\cdots &0\\\vdots &\vdots &\vdots &\ddots &\vdots \\0&0&0&\cdots &\lambda _{k}\end{pmatrix}}\in K_{n_{k}\times n_{k}}}

Donde {\displaystyle \displaystyle \lambda _{1},...\lambda _{m}} son raíces del polinomio característico (valores propios), y 
{\displaystyle \sum _{k=1}^{m}n_{k}=n,} 

Cuando {\displaystyle \displaystyle f} es diagonalizable, vale que {\displaystyle m=n} y {\displaystyle \forall k:n_{k}=1}, por lo que la forma canónica de Jordan de la matriz es una matriz diagonal.

### Ejemplo
Considérese la situación de una matriz diagonalizable. Una matriz cuadrada es diagonalizable si la suma de las dimensiones de los espacios propios (eigenspaces) es el número de filas o columnas de la matriz. Examinemos la matriz siguiente:

{\displaystyle A={\begin{pmatrix}\,\,\,\,322&-323&-323&\,\,\,\,322\\\,\,\,\,325&-326&-325&\,\,\,\,326\\-259&\,\,\,\,261&\,\,\,\,261&-260\\-237&\,\,\,\,237&\,\,\,\,238&-237\end{pmatrix}}}

Tenemos valores propios de A que son solo λ = 5, 5, 5, 5. Ahora bien, la dimensión del núcleo de {\displaystyle A-5\operatorname {Id} _{4}} es 1 (donde {\displaystyle \operatorname {Id} _{4}} representa la matriz identidad de orden 4), por lo tanto A no es diagonalizable. Sin embargo, podemos construir la forma de Jordan de esta matriz. Dado que la dimensión es 1, sabemos que la forma de Jordan está compuesta de solo un bloque de Jordan, es decir, la forma de Jordan de A es:

{\displaystyle J=J_{4}(5)={\begin{pmatrix}5&1&0&0\\0&5&1&0\\0&0&5&1\\0&0&0&5\end{pmatrix}}}

Obsérvese que J puede escribirse como {\displaystyle 5\operatorname {Id} _{4}+N}, donde N es una matriz nilpotente. Puesto que ahora tenemos A similar a dicha matriz simple, podremos realizar cálculos que involucren a A usando la forma de Jordan, lo que en muchos casos puede simplificar el cálculo. Por ejemplo, calcular potencias de matrices es significativamente más sencillo usando la forma de Jordan.

## Cálculo de la forma de Jordan
1) Supongamos que se quiere diagonalizar la siguiente matriz
{\displaystyle A={\begin{pmatrix}\,\,\,\,1&\,\,\,\,-2&1\\\,\,\,\,0&-1&0\\-1&\,\,\,\,1&3\end{pmatrix}}}
Primeros calculamos el polinomio característico y vemos si {\displaystyle A} es diagonalizable.
{\displaystyle {\begin{array}{lcl}p_{A}(\lambda )&=&\det(\lambda I-A)=\lambda ^{3}-\mathrm {tr} (A)\lambda ^{2}+(A_{11}+A_{22}+A_{33})\lambda -\det(A)=\\&=&\lambda ^{3}-3\lambda ^{2}+(-3+4-1)\lambda -(-4)=\lambda ^{3}-3\lambda ^{2}+4=(\lambda +1)(\lambda -2)^{2}\end{array}}}
Hacemos {\displaystyle p_{A}(\lambda )=0} y obtenemos los autovalores {\displaystyle -1} y {\displaystyle 2}, este último de multiplicidad algebraica 2. Para ver si {\displaystyle A} es diagonalizable buscamos los autovectores, estos conforman las bases de los espacios {\displaystyle \ker(A-\lambda I)} (es decir los espacios propios {\displaystyle E_{\lambda }}). Para el primer valor propio obtenemos {\displaystyle A-(-1)I}:
{\displaystyle A+I={\begin{pmatrix}\,\,\,\,2&-2&1\\\,\,\,\,0&0&0\\-1&1&4\end{pmatrix}}\sim {\begin{pmatrix}-1&1&0\\\,\,\,\,0&0&1\\\,\,\,\,0&0&0\end{pmatrix}}\Longrightarrow \left\{{\begin{array}{lcr}-x+y&=&0\\z&=&0\end{array}}\right.\iff \left\{{\begin{array}{lcr}x&=&y\\z&=&0\end{array}}\right.}
de donde se resuelve que {\displaystyle \ker(A-\lambda I)=\{(x,x,0):x\in \mathbb {R} \}}. En particular, un vector de la base (el más simple sin contar el nulo) es (1,1,0).
Ahora para el otro autovalor 
{\displaystyle A-2I={\begin{pmatrix}-1&\,\,\,\,-2&1\\\,\,\,\,0&-3&0\\-1&\,\,\,\,1&1\end{pmatrix}}\sim {\begin{pmatrix}-1&0&1\\\,\,\,\,0&1&0\\\,\,\,\,0&0&0\end{pmatrix}}\Longrightarrow \left\{{\begin{array}{lcr}-x+z&=&0\\y&=&0\end{array}}\right.\iff \left\{{\begin{array}{lcr}x&=&z\\y&=&0\end{array}}\right.}
Es decir que obtuvimos {\displaystyle \ker(A-\lambda I)=\{(z,0,z):z\in \mathbb {R} \}} pero este espacio es unidimensional luego no alcanzan los autovectores para construir una base de {\displaystyle \mathbb {R} ^{3}} (suponiendo que estamos trabajando en este espacio) y por lo tanto {\displaystyle A} NO ES diagonalizable. ¿Cómo reducir esta matriz a una forma simple entonces si no la podemos hacer diagonal? Precisamente de esto se trata la forma de Jordan, buscaremos un vector más, linealmente independiente respecto de los anteriores de modo que podamos construir la matriz de pasaje tal que {\displaystyle A} quede triangular, en vez de diagonal, expresada como bloques de Jordan.
Sea B esta base, debe estar conformada por tres vectores y solo tenemos dos. Hay varias maneras de encontarlo, una es proponer {\displaystyle B=\{(1,1,0),(1,0,1),(a,b,c)\}} y buscar las coordenadas (a,b,c) tal que se cumpla {\displaystyle J=P^{-1}AP\iff PJ=AP} donde J es la matriz en forma canónica de Jordan y P es la matriz cambio de base de B a la base canónica de {\displaystyle \mathbb {R} ^{3}}. Por la manera en la que definimos la base B la matriz J tiene que ser
{\displaystyle J={\begin{pmatrix}-1&0&0\\\,\,\,\,0&2&1\\\,\,\,\,0&0&2\end{pmatrix}}}
es decir que basta efectuar los productos mencionados e igualarlos, queda
{\displaystyle PJ=AP\iff {\begin{pmatrix}-1&2&2a+1\\-1&0&2b\\\,\,\,\,0&2&2c+1\end{pmatrix}}={\begin{pmatrix}-1&2&a-2b+c\\-1&0&-b\\\,\,\,\,0&2&-a+b+3c\end{pmatrix}}}
Queda formado entonces el siguiente sistema
{\displaystyle \left\{{\begin{array}{lcr}a+2b-c&=&-1\\b&=&0\\a-b-c&=&-1\end{array}}\right.\iff \left\{{\begin{array}{lcr}a&=&c-1\\b&=&0\end{array}}\right.,\quad \therefore (a,b,c)=(c-1,0,c)}
que son infinitos vectores de la forma {\displaystyle (a,b,c)=(1,0,1)t+(-1,0,0)} (notemos que se trata de una múltiplo del autovector asociado al autovalor 2 pero con una coordenada sumada). En particular para {\displaystyle t=1} se obtiene una de las infinitas soluciones {\displaystyle P={\begin{pmatrix}1&1&0\\1&0&0\\0&1&1\end{pmatrix}}}.
En general, cualquier matriz de la forma 
{\displaystyle P={\begin{pmatrix}1&1&t-1\\1&0&0\\0&1&t\end{pmatrix}}} cumple que 
{\displaystyle P^{-1}AP=J={\begin{pmatrix}-1&0&0\\\,\,\,\,0&2&1\\\,\,\,\,0&0&2\end{pmatrix}}}.
Nota: podemos resolver el sistema PJ=AP triangulando la matriz ampliada {\displaystyle \left(A-2I\left|{\begin{smallmatrix}1\\0\\1\end{smallmatrix}}\right.\right)}. Este algoritmo será analizado en el siguiente ejemplo con más detalle.
2) Tomemos ahora una matriz similar a la anterior
{\displaystyle A={\begin{pmatrix}\,\,\,\,2&0&1\\\,\,\,\,1&1&0\\-1&1&3\end{pmatrix}}}
de la cual buscamos la forma de Jordan. El polinomio característico es 
{\displaystyle p_{A}(\lambda )=\det(\lambda I-A)=\lambda ^{3}-6\lambda ^{2}+12\lambda -8=(\lambda -2)^{3}}.
Veamos que para {\displaystyle p_{A}(\lambda )=0} obtenemos un único autovalor {\displaystyle \lambda =2}, esto significa que {\displaystyle A} no es diagonalizable ya que la única manera de obtener que {\displaystyle {\rm {rg}}(A-3I)=0} (y por lo tanto {\displaystyle \dim(E_{2})=3}) es que {\displaystyle {\rm {}}(A-3I)} sea la matriz nula, o lo que es lo mismo, que A sea una matriz diagonal cuya única entrada no nula sea 3.
Busquemos entonces los autovectores...
{\displaystyle A-2I={\begin{pmatrix}\,\,\,\,0&\,\,\,\,0&1\\\,\,\,\,1&-1&0\\-1&\,\,\,\,1&1\\\end{pmatrix}}\sim {\begin{pmatrix}1&-1&0\\0&\,\,\,\,0&1\\0&\,\,\,\,0&0\\\end{pmatrix}}\Rightarrow \left\{{\begin{array}{rcl}x-y&=&0\\z&=&0\end{array}}\right.\iff \left\{{\begin{array}{rcl}x&=&y\\z&=&0\end{array}}\right.}
Es decir {\displaystyle (x,y,z)\in E_{2}\iff (x,y,z)=y(1,1,0)} esto equivale a afirmar que el vector {\displaystyle (1,1,0)} genera el subespacio {\displaystyle E_{2}=\ker(A-2I)}.
Para encontrar otro vector linealmente independiente, podemos triangular la matriz A-2I ampliada con las coordenadas del autovector (asociado a este autovalor 2) como columna. 
{\displaystyle \left(A-2I\left|{\begin{smallmatrix}1\\1\\0\end{smallmatrix}}\right.\right)=\left({\begin{array}{ccc|c}\,\,\,\,0&\,\,\,\,0&1&1\\\,\,\,\,1&-1&0&1\\-1&\,\,\,\,1&1&0\\\end{array}}\right)\sim \left({\begin{array}{ccc|c}1&-1&0&0\\0&\,\,\,\,0&1&1\\0&\,\,\,\,0&0&0\\\end{array}}\right)\Rightarrow \left\{{\begin{array}{rcl}x-y&=&0\\z&=&1\end{array}}\right.}
Si llamamos {\displaystyle y=u} tenemos vectores de la forma {\displaystyle (x,y,z)=(u,u,1)=u(1,1,0)+(0,0,1)} ¡que son combinaciones lineales del autovector! Sin embargo todavía nos falta un vector más para construir una base de {\displaystyle \mathbb {R} ^{3}}, este se obtiene sustituyendo la solución {\displaystyle \mathbf {v} =u(1,1,0)+(0,0,1)} en el producto {\displaystyle (A-2I)[{\mathbf {v} }]}.
{\displaystyle (A-2I)\left({\begin{smallmatrix}u\\u\\1\end{smallmatrix}}\right)=\left({\begin{smallmatrix}1\\0\\1\end{smallmatrix}}\right)} y por lo tanto la base buscada es {\displaystyle \{(1,1,0),(1,0,1),(u,u,1)\}}.  Es importante ponerlos en este orden, de otro modo la matriz en esta base no estará constituida por bloques de Jordan.
Formamos 
{\displaystyle P={\begin{pmatrix}1&1&u\\1&0&u\\0&1&1\end{pmatrix}}\Rightarrow P^{-1}AP=J={\begin{pmatrix}2&1&0\\0&2&1\\0&0&2\end{pmatrix}}\quad \forall u}
3) Hallar la forma canónica de Jordan de la matriz
{\displaystyle A={\begin{pmatrix}1&2&3&0&0\\0&1&2&0&0\\0&0&1&2&0\\0&0&0&2&1\\0&0&0&0&1\end{pmatrix}}}
Hallamos el polinomio característico:
{\displaystyle P_{A}(\lambda )=(1-\lambda )^{4}(2-\lambda )}
Sus raíces son {\displaystyle \lambda _{1}=1} y {\displaystyle \lambda _{2}=2} con multiplicidades 4 y 1 respectivamente.
 Buscamos los autovectores, comencemos con
{\displaystyle {\underline {\lambda _{1}=1}}}
Triangulamos
{\displaystyle A-I={\begin{pmatrix}0&2&3&0&0\\0&0&2&0&0\\0&0&0&2&0\\0&0&0&1&1\\0&0&0&0&0\end{pmatrix}}\sim {\begin{pmatrix}0&1&0&0&0\\0&0&1&0&0\\0&0&0&1&0\\0&0&0&0&1\\0&0&0&0&0\end{pmatrix}}\Rightarrow x_{2}=x_{3}=x_{4}=x_{5}=0}
Por lo tanto el espacio propio asociado a este autovalor es {\displaystyle E_{1}=\ker(A-I)=\{(t,0,0,0,0):t\in \mathbb {R} \}}. Resulta evidente que la matriz no es diagonalizable, ya que la multiplicidad geométrica es menor que 4, o lo que es equivalente, {\displaystyle \dim(E_{1})=1<4}.
Por ahora, busquemos el otro autovector.
{\displaystyle {\underline {\lambda _{2}=2}}}
{\displaystyle A-2I={\begin{pmatrix}-1&\,\,\,\,2&\,\,\,\,3&0&\,\,\,\,0\\\,\,\,\,0&-1&\,\,\,\,2&0&\,\,\,\,0\\\,\,\,\,0&\,\,\,\,0&-1&2&\,\,\,\,0\\\,\,\,\,0&\,\,\,\,0&\,\,\,\,0&0&\,\,\,\,1\\\,\,\,\,0&\,\,\,\,0&\,\,\,\,0&0&-1\end{pmatrix}}\sim {\begin{pmatrix}1&0&0&-14&0\\0&1&0&-4&0\\0&0&1&-2&0\\0&0&0&\,\,\,\,0&1\\0&0&0&\,\,\,\,0&0\end{pmatrix}}\Rightarrow \left\{{\begin{array}{rcc}x_{1}&=&14x_{4}\\x_{2}&=&4x_{4}\\x_{3}&=&2x_{4}\\x_{5}&=&0\end{array}}\right.}
Es decir que, si designamos {\displaystyle t=x_{4}} obtenemos {\displaystyle E_{2}=\ker(A-2I)=\{t(14,4,2,1,0):t\in \mathbb {R} \}}.
Buscamos la base en la cual A tiene la forma de Jordan. Para {\displaystyle \lambda _{1}} tenemos que hallar 3 vectores más que sean linealmente independientes con {\displaystyle (1,0,0,0,0)}, pues la multiplicidad de {\displaystyle \lambda _{1}}es 4 y nosotros tenemos un único vector. Una forma de encontrar estos vectores es la siguiente.
Hallar las potencias {\displaystyle (A-\lambda _{1}I)^{2},(A-\lambda _{1}I)^{3},...} hasta que la dimensión del último sea la multiplicidad de la raíz (4 en este caso).
{\displaystyle C:=(A-1\cdot I)^{2}={\begin{pmatrix}0&0&4&6&0\\0&0&0&4&0\\0&0&0&2&2\\0&0&0&1&1\\0&0&0&0&0\end{pmatrix}}}
Obtenemos que el rango es 3, luego su nulidad es 2. Resolviendo el sistema {\displaystyle CX=0} se obtiene que todas las coordenadas de los vectores de {\displaystyle \ker(A-1\cdot I)^{2}} han de valer cero, excepto las dos primeras. Como {\displaystyle \ker(A-\lambda I)\subset \ker(A-\lambda I)^{2}}, sabemos que podemos expandir la base de {\displaystyle \ker(A-1\cdot I)} para obtener una base de {\displaystyle \ker(A-1\cdot I)^{2}}. Elegimos entonces el vector {\displaystyle (0,1,0,0,0)} . Así:
{\displaystyle \ker(A-1\cdot I)^{2}=\langle (1,0,0,0,0),(0,1,0,0,0)\rangle }.
{\displaystyle D:=(A-1\cdot I)^{3}={\begin{pmatrix}0&0&0&14&6\\0&0&0&4&4\\0&0&0&2&2\\0&0&0&1&1\\0&0&0&0&0\end{pmatrix}}}
El rango de esta matriz es {\displaystyle rg(D)=2}. Su nulidad es por tanto 3. Resolvemos el sistema {\displaystyle DX=0} y observamos que las dos últimas coordenadas han de valer 0. Expandimos la base de {\displaystyle \ker(A-1\cdot I)^{2}} para obtener la de {\displaystyle \ker(A-1\cdot I)^{3}}, por ejemplo con el vector (0,0,1,0,0):
{\displaystyle \ker(A-1\cdot I)^{3}=\langle (1,0,0,0,0),(0,1,0,0,0),(0,0,1,0,0)\rangle }
{\displaystyle E:=(A-1\cdot I)^{4}={\begin{pmatrix}0&0&0&14&14\\0&0&0&4&4\\0&0&0&2&2\\0&0&0&1&1\\0&0&0&0&0\end{pmatrix}}}
En este caso, la nulidad de {\displaystyle E} es n(E)=4, y como la dimensión de {\displaystyle \ker(A-1\cdot I)^{4}} (es decir, la nulidad de {\displaystyle E}) no puede ser superior a la multiplicidad algebraica del autovalor 1, que es 4, ya hemos llegado a la dimensión máxima. Resolvemos el sistema {\displaystyle EX=0} y concluímos que la suma de las últimas dos coordenadas ha de ser nula. Ahora tomamos un vector {\displaystyle v_{4}\in \ker(A-1\cdot Id)^{4}} pero que no pertenezca a ninguno de los anteriores. Por ejemplo, {\displaystyle v_{4}=(0,0,0,1,-1)}. Obtenemos así la base de {\displaystyle \ker(A-1\cdot Id)^{4}}:
{\displaystyle \ker(A-1\cdot Id)^{4}=\langle (1,0,0,0,0),(0,1,0,0,0),(0,0,1,0,0),(0,0,0,1,-1)\rangle }.
Ahora hay que hallar {\displaystyle v_{3},~v_{2}~y~v_{1}}.
{\displaystyle v_{3}=(A-1\cdot Id)v_{4}=(0,0,2,0,0)}
{\displaystyle v_{2}=(A-1\cdot Id)^{2}v_{4}=(A-1\cdot Id)v_{3}=(6,4,0,0,0)}
{\displaystyle v_{1}=(A-1\cdot Id)^{3}v_{4}=(A-1\cdot Id)v_{2}=(8,0,0,0,0)}.
Como {\displaystyle \ker(A-2\cdot Id)=\langle (14,4,2,1,0)\rangle }, ya tenemos los 5 vectores de la nueva base.
La matriz de cambio de base es
{\displaystyle P={\begin{pmatrix}8&6&0&\,\,\,\,0&14\\0&4&0&\,\,\,\,0&4\\0&0&2&\,\,\,\,0&2\\0&0&0&\,\,\,\,1&1\\0&0&0&-1&0\end{pmatrix}}}
Para hallar la matriz de Jordan solo hay que hacer las imágenes por A, de los vectores de la base de Jordan, y expresarlos en dicha base:
{\displaystyle Av_{1}=v_{1}\Rightarrow (1,0,0,0,0)}
{\displaystyle Av_{2}=v_{1}+v_{2}\Rightarrow (1,1,0,0,0)}
{\displaystyle Av_{3}=v_{2}+v_{3}\Rightarrow (0,1,1,0,0)}
{\displaystyle Av_{4}=v_{3}+v_{4}\Rightarrow (0,0,1,1,0)}
{\displaystyle Av_{5}=2v_{5}\Rightarrow (0,0,0,0,2)}
{\displaystyle J={\begin{pmatrix}1&1&0&0&0\\0&1&1&0&0\\0&0&1&1&0\\0&0&0&1&0\\0&0&0&0&2\end{pmatrix}}}
Se cumple {\displaystyle J=P^{-1}AP}